# Криворот Олександр Вадимович
Олекса́ндр Вади́мович Криворо́т — майор Збройних сил України.

## Нагороди
8 серпня 2014 року — за особисту мужність і героїзм, виявлені у захисті державного суверенітету та територіальної цілісності України, вірність військовій присязі під час російсько-української війни, відзначений — нагороджений орденом Богдана Хмельницького III ступеня.